# 鄭婉玭
鄭婉玭（1975年—），台灣電影、電視劇編劇。作品橫跨電視電影、連續劇、綜藝節目等。2009年以《我的阿嬤是太空人》獲第44屆金鐘獎『迷你劇集編劇獎』。2023年擔任華視、公視台語台溫馨喜劇《欺妻49天》編劇工作。

## 作品

### 電影
- 2023：電影《粽邪3：鬼門開》
- 2014：電影《請愛我的女朋友》

### 電視劇
- 2023：華視《欺妻49天》
- 2022：八大電視《親愛的亞當》
- 2021：公視《大債時代》入圍金鐘獎迷你劇集編劇
- 2019：金馬創投入選作品《大嬸出任務》，公視劇本孵育計劃《逃離福爾摩沙》、《綠島先生》
- 2018：台視八點檔《情份》
- 2017，台視植劇場《積木之家》
- 2013，華視家庭連續劇《金牌老爸》
- 2012，壹電視校園偶像劇《神仙老師狗》
- 2012，原視《和漂流木私奔》
- 2011，原視《查馬克的飛行土司》
- 2011，公視人生劇展《戀戀木瓜香》，獲休士頓影展電視劇情類評審團特別獎
- 2011，八大偶像劇《美人龍湯》
- 2010，公視連續劇《搖滾保姆》，入圍金鐘獎連續劇編劇獎
- 2010，原視八八風災劇集《回家》
- 2009，公視人生劇展《我的阿嬤是太空人》，獲金鐘獎迷你劇集編劇獎
- 2009，公視人生劇展《應屆退休生》
- 2009，新聞局HD電視電影《史上最難看的Ａ片》
- 2009，客家電視《女人家》
- 2008，華視偶像劇《蜂蜜幸運草》
- 2008，台中市府網路劇《琴定台中》
- 2007，台視類戲劇《紫色蔓陀蘿》
- 2006，大愛木偶親子劇《不亦樂乎》
- 2005，華視綜藝短劇《絕代雙嬌》
- 2004，民視偶像劇《追風高手》
- 2004，民視類戲劇《關鍵時刻》
- 2003，中天綜藝短劇《寶島樂透透》
- 2003，中天社會類戲劇《社會記者的故事》
- 2003，大陸偶像劇《北極星》
- 2002，八大電視台《第一劇場》

### 綜藝節目
- 緯來《女人說了算》，庹宗康主持
- 華視《圓滿任務》，崔麗心主持

### 書刊雜誌
- 台視偶像劇《愛情魔戒》有聲書
- WE MEN東西雜誌兩性專欄

### 其他
- 微電影《藝閣。朝天的祈願》
- 原子能委員會《調查員的故事》
- 台中市府網路劇《愛在台中》

## 外部連結
- 鄭婉玭在互联网电影资料库（IMDb）上的資料（英文）（英文）
- 鄭婉玭在豆瓣上的资料（简体中文）